# Пераль-де-Арланса
Пераль-де-Арланса (ісп. Peral de Arlanza) — муніципалітет в Іспанії, у складі автономної спільноти Кастилія-і-Леон, у провінції Бургос. Населення — 159 осіб (2010).
Муніципалітет розташований на відстані близько 190 км на північ від Мадрида, 43 км на південний захід від Бургоса.

## Демографія
Динаміка населення (INE ):